# Wiktor Iwanowitsch Aljabjew
Wiktor Iwanowitsch Aljabjew (russisch Виктор Иванович Алябьев; * 5. November 1921 in Schazk; † 4. Februar 2000 in Chimki) war ein sowjetischer und russischer Wissenschaftler auf dem Gebiet der Holzwirtschaft. Er war Mitglied der Russischen Akademie der Wissenschaften.

## Leben
Aljabjew wurde 1921 im Gouvernement Rjasan als dreizehntes Kind der Familie Aljabjew geboren.
In seiner Jugend arbeitete er in Moskau am Bau der U-Bahn, dann in Kiew und in der Moskauer Region. 1939 trat er in das Leningrader Elektrotechnische Institut ein, wurde aber einen Monat nach Beginn des Studiums zum Militärdienst in die Rote Armee einberufen. Im Zweiten Weltkrieg war er als Frontchauffeur bei der Eroberung Berlins durch die Rote Armee beteiligt und wurde dafür mit der Medaille „Für die Einnahme Berlins“ ausgezeichnet.
Im Jahr 1946 schrieb sich Aljabjew zum Studium in das Moskauer Energetische Institut ein und studierte später an der technischen Abteilung des Moskauer Forestry Engineering Instituts. Nach dem Abschluss des Studiums begann er dort eine Lehrtätigkeit.
1974 erhielt er den Titel Professor. Im Jahr 1987 richtete die UdSSR mit Unterstützung des Forstministeriums eine Nebenstelle für die Verwaltung des Waldtransports und den Bau von Forststraßen in den Departements ein.

## Auszeichnungen
- 1989: Verdienter Wissenschaftler der RSFSR
- 1995: Wahl zum ordentlichen Mitglied der Russischen Akademie der Naturwissenschaften (Российская академия естественных наук)